# بنیامین م. فریدمن
بنیامین م. فریدمن (انگلیسی: Benjamin M. Friedman؛ زادهٔ ۱۹۴۴ (۸۰–۸۱ سال)) اقتصاددان، و استاد دانشگاه اهل ایالات متحده آمریکا است.